# Benita Ferrero-Waldner
Pour les articles homonymes, voir Ferrero (homonymie) et Waldner.
Benita Waldner, connue également sous le nom de Benita Ferrero-Waldner, née le 5 septembre 1948 à Salzbourg, est une femme politique autrichienne.

## Biographie
Elle suit d’abord une formation juridique et obtient un doctorat en droit en 1970. Elle est la première femme à devenir chef du service du protocole de l'ONU, dans la période durant laquelle Boutros Boutros-Ghali est secrétaire général de cette organisation de janvier 1992 à décembre 1996. De 1995 à 2000, elle est secrétaire d'État aux Affaires étrangères de l'Autriche, puis, de 2000 à 2004, elle devient ministre des Affaires étrangères de ce pays, dans les gouvernements de Wolfgang Schüssel.
Elle gagne le surnom de « la lionne souriante », par sa ténacité dans son combat contre les sanctions de l'Union européenne, des sanctions décidées lors de l'arrivée au pouvoir en 2000 des premier et second gouvernements de coalition et de leur allié, le parti d'extrême-droite de Jörg Haider,,.
Le Parti du peuple autrichien (ÖVP, conservateur) soutient sa candidature à la présidence de la République en avril 2004. Mais cette élection est gagnée par son adversaire social-démocrate Heinz Fischer.
Désignée pour les Relations extérieures, poste clef de la Commission européenne (Commission Barroso I), elle exerce ce mandat du  22 novembre 2004 au 31 octobre 2009. Chargée de la politique européenne de voisinage, elle contribue par ailleurs à la libération d'infirmières bulgares et d'un médecin palestinien accusés en Libye d'avoir inoculé le virus du sida à des enfants. Elle quitte son poste en 2009, à l'avènement de la nouvelle commission.